# Джон Фицджералд (тенисист)
Джон Базил Фицджералд (на английски: John Basil Fitzgerald) е австралийски тенисист. 

## Биография
Джон Базил Фицджералд е роден на 28 декември 1960 г. в Къминс, Южна Австралия, Австралия.

## Кариера
Джон Фицджералд печели 6 титли на сингъл и 30 титли на двойки, включително 7 титли от Големия шлем на двойки. Той печели всички турнири от Големия шлем на двойки. Достига до номер 1 на двойки в световната ранглиста през 1991 г., с партньор Андерс Ярид печели три от четирите титли на двойки от Големия шлем през същата година. Най-високото му класиране на сингъл е номер 25 в света през 1988 г. Той е член на австралийския отбор, който печели Купа Дейвис през 1983 г. и 1986 г.
Джон Фицджералд е капитан на австралийския отбор за Купа Дейвис от 2001 до 2010 г., извежда отбора до победа в турнира през 2003 г. срещу Испания.
Джон Фицджералд е награден с Медала на Ордена на Австралия през 1993 г. На Деня на Австралия през 2020 г. той е въведен в Залата на славата на австралийския тенис.

## Кариерна статистика

#### Титли на двойки отГолям шлем(7)
| година | турнир       | партньор        | съперник                     | резултат                            |
| ------ | ------------ | --------------- | ---------------------------- | ----------------------------------- |
| 1982   | ОП Австралия | Джон Александър | Анди Андрюс Джон Садри       | 6 – 7, 6 – 2, 7 – 6                 |
| 1984   | ОП САЩ       | Томаш Шмид      | Стефан Едберг Андерс Ярид    | 7 – 6, 6 – 3, 6 – 3                 |
| 1986   | Ролан Гарос  | Томаш Шмид      | Стефан Едберг Андерс Ярид    | 6 – 3, 4 – 6, 6 – 3, 6 – 7, 14 – 12 |
| 1989   | Уимбълдън    | Андерс Ярид     | Рик Лийч Джим Пю             | 3 – 6, 7 – 6, 6 – 4, 7 – 6          |
| 1991   | Ролан Гарос  | Андерс Ярид     | Рик Лийч Джим Пю             | 6 – 0, 7 – 6                        |
| 1991   | Уимбълдън    | Андерс Ярид     | Хавиер Франа Леонардо Лавале | 6 – 3, 6 – 4, 6 – 7, 6 – 1          |
| 1991   | ОП САЩ       | Андерс Ярид     | Скот Дейвис Дейвид Пейт      | 6 – 3, 3 – 6, 6 – 3, 6 – 3          |

#### Финали на двойки отГолям шлем(4)
| година | турнир       | партньор        | съперник                    | резултат                   |
| ------ | ------------ | --------------- | --------------------------- | -------------------------- |
| 1985   | Уимбълдън    | Пат Кеш         | Хайнц Гюнтхарт Балаж Тароци | 4 – 6, 3 – 6, 6 – 4, 3 – 6 |
| 1988   | Ролан Гарос  | Андерс Ярид     | Андрес Гомес Емилио Санчес  | 3 – 6, 7 – 6, 4 – 6, 3 – 6 |
| 1988   | Уимбълдън    | Андерс Ярид     | Кен Флач Робърт Сегусо      | 4 – 6, 6 – 2, 4 – 6, 6 – 7 |
| 1993   | ОП Австралия | Джон Александър | Дани Висер Лори Уордър      | 4 – 6, 3 – 6, 4 – 6        |

#### Титли на смесени двойки отГолям шлем(2)
| година | турнир    | партньор        | съперник                   | резултат            |
| ------ | --------- | --------------- | -------------------------- | ------------------- |
| 1983   | ОП САЩ    | Елизабет Сайърс | Барбара Потър Ферди Тайган | 3 – 6, 6 – 3, 6 – 4 |
| 1991   | Уимбълдън | Елизабет Сайърс | Наташа Зверева Джим Пю     | 7 – 6(7–4), 6 – 2   |

#### Финали на смесени двойки отГолям шлем(4)
| година | турнир    | партньор        | съперник                           | резултат            |
| ------ | --------- | --------------- | ---------------------------------- | ------------------- |
| 1984   | ОП САЩ    | Елизабет Сайърс | Мануела Малеева Том Гъликсън       | 6 – 2, 5 – 7, 4 – 6 |
| 1985   | Уимбълдън | Елизабет Сайърс | Мартина Навратилова Пол Макнами    | 5 – 7, 6 – 4, 2 – 6 |
| 1985   | ОП САЩ    | Елизабет Сайърс | Мартина Навратилова Хайнц Гюнтхарт | 3 – 6, 4 – 6        |
| 1990   | Уимбълдън | Елизабет Сайърс | Зина Гарисън Рик Лийч              | 5 – 7, 2 – 6        |

### ATP финали (6 титли; 11 финала)
|        | П–З | Година | Турнир                | Клас     | Настилка  | Опонент              | Резултат                     |
| ------ | --- | ------ | --------------------- | -------- | --------- | -------------------- | ---------------------------- |
| Победа | 1–0 | 1981   | Австрия Оупън Кицбюел | Гран При | Клей      | Гилермо Вилас        | 3–6, 6–3, 7–5                |
| Победа | 2–0 | 1982   | Хавай Оупън           | Гран При | Твърда    | Брайън Тичър         | 6–2, 6–3                     |
| Загуба | 2–1 | 1982   | Сидни Интернешънъл    | Гран При | Трева     | Джон Александър      | 6–4, 6–7, 4–6                |
| Победа | 3–1 | 1983   | Зала на славата Оупън | Гран При | Трева     | Скот Дейвис          | 2–6, 6–1, 6–3                |
| Победа | 4–1 | 1983   | Стоу Оупън            | Гран При | Твърда    | Виджай Амритрадж     | 3–6, 6–2, 7–5                |
| Победа | 5–1 | 1984   | Сидни Интернешънъл    | Гран При | Трева     | Сами Джамалва младши | 6–3, 6–3                     |
| Загуба | 5–2 | 1984   | Мелбърн Аутдор        | Гран При | Трева     | Дан Касиди           | 6–7, 6–7                     |
| Загуба | 5–3 | 1987   | Хонконг Оупън         | Гран При | Твърда    | Елиът Телчър         | 7–6(6–8), 6–3, 1–6, 2–6, 5–7 |
| Победа | 6–3 | 1988   | Сидни Интернешънъл    | Гран При | Трева     | Андрей Чесноков      | 6–3, 6–4                     |
| Загуба | 6–4 | 1988   | Ю Ес Про Индор        | Гран При | Килим (з) | Тим Майот            | 6–4, 2–6, 2–6, 3–6           |
| Загуба | 6–5 | 1988   | Токио Индор           | Гран При | Килим (з) | Борис Бекер          | 6–7(4–7), 4–6                |